# Glycyrrhiza uralensis
Réglisse de l’Oural
Pour l’article ayant un titre homophone, voir Regg'Lyss.
Espèce
Classification phylogénétique
Glycyrrhiza uralensis, la Réglisse de l’Oural, est une espèce de plantes à fleurs de la famille des Fabacées (ou Légumineuses) et de la sous-famille des Faboideae. C'est une plante herbacée, à souche ligneuse, vivace, aux racines aromatiques. Son aire d'origine s'étend de la Russie de l’Europe de l’Est et d’Asie centrale jusqu’au Pakistan, la Mandchourie, la Chine de l'Ouest et du Centre-Nord. 
La réglisse de l’Oural est une plante de 30 à 120 cm de hauteur, développant au bout de quelques années un puissant rhizome, lignifié, s’enfonçant profondément dans le sol. Le fruit est une gousse incurvée. 
Le rhizome de la réglisse de l’Oural est utilisé en médecine traditionnelle chinoise sous le nom de 甘草 gāncǎo. Elle est considérée comme l'une des plantes médicinales les plus importantes de la pharmacopée chinoise qui peut réduire la toxicité et augmenter l'efficacité de certaines autres plantes médicinales lorsqu'elles sont utilisées en association.
La demande de réglisse médicinale étant très importante et les ressources sauvages ne suffisant plus pour le marché, la majorité de la matière médicale provient de la culture en plein champ.

## Nomenclature et étymologie
La première description valide de l’espèce sous le nom de Glycyrrhiza uralensis a été faite par Augustin-Pyramus de Candolle en 1825 dans Prodromus Systematis Naturalis Regni Vegetabilis 2: 248. Mais de Candolle se base sur un travail antérieur de Friedrich Ernst Ludwig von Fischer, un botaniste allemand au service de l’Empire russe.
Le nom de genre Glycyrrhiza est un terme de latin scientifique emprunté au grec ancien, composé de deux étymons :  γλυκύς / glykýs signifiant « doux » et ῥίζα / rhíza signifiant « racine » soit « racine douce », latinisé en glycyrrhiza. 
L’épithète spécifique uralensis est un adjectif latin désignant l’Oural, une chaine de montagne en Russie et du suffixe ensis signifiant «  de, provenant de ».

## Synonymes
Selon POWO, le nom valide Glycyrrhiza uralensis Fisch. ex DC a pour synonymes :

### Synonyme homotypique
- Glycyrrhiza asperrima var. uralensis (Fisch. ex DC.) Regel & Herder dans Bull. Soc. Lutin. Moscouistes naturels 39(I): 566 (1866)

### Synonymes hétérotypiques
- Glycyrrhiza eglandulosa XY Li •
- Glycyrrhiza glabra var. tuberculata Regel & Herder
- Glycyrrhiza glandulifera var. grandiflora (Tausch) Ledeb.
- Glycyrrhiza gobica Grankina
- Glycyrrhiza grandiflora Tausch
- Glycyrrhiza korshinskyi Grig.
- Glycyrrhiza krasnoborovii Grankina
- Glycyrrhiza orientalis Grankina & Letjaeva
- Glycyrrhiza sergievskiana Grankina & Aralbaev
- Glycyrrhiza shiheziensis XY Li
- Glycyrrhiza Soongorica Grankina
- Glycyrrhiza uralensis f. elongata Malzeva
- Glycyrrhiza uralensis f. intermédiaire Malzeva
- Glycyrrhiza uralensis var. orientalis Yakovl.
- Glycyrrhiza uralensis f. rariflora Malzeva
- Glycyrrhiza viscida Grankina

## Description
La réglisse de l’Oural est une plante herbacée, à souche ligneuse, vivace et géophyte, de 30 à 120 cm de hauteur, portant de forts rhizomes descendant profondément dans un sol sablonneux ainsi que de nombreuses racines, et au-dessus du sol une tige écailleuse et tomenteuse blanche ou brune.
Les feuilles sont composées imparipennées, de 5 à 20 cm  de longueur, à 5 à 17 folioles, avec un pétiole glandulaire ; les folioles sont ovales ou orbiculaires, densément glanduleuses, pubescentes.
L’inflorescence axillaire est un racème, avec un rachis plus court que la feuille. 
La fleur est de type papilionacé du petit pois, caractérisée par une corolle formée d'un grand pétale supérieur, appelé « étendard », de 2 pétales latéraux ou « ailes », et de 2 petits pétales ou « carène ». Elle comporte un calice campanulé, de 7–14 mm jaune pubescent, à 5 dents. La corolle est violette, blanche ou jaune, de 1 à 2,4 cm, les 2 ailes de 11–12 mm de long, la carène est plus courte que les ailes.
Le fruit est une gousse, incurvée en anneau, densément tuberculée, poilue glanduleuse. Elle contient de 1 à 11 petites graines, vert foncé, orbiculaires ou réniforme, d’environ 3 mm.
La floraison a lieu en juin-août et la fructification juillet-octobre[réf. souhaitée].

## Distribution et habitat
Selon POWO, l’aire de répartition naturelle de Glycyrrhiza uralensis, est dans l’Afghanistan, Altaï, Bouriatie, Chine Centre-Nord, Tchita, Russie d'Europe de l'Est, Irkoutsk, Kazakhstan, Kirghizstan, Krasnoïarsk, Mandchourie, Mongolie, Russie du nord-ouest de l'Europe, Pakistan, Qinghai, Russie d'Europe du Sud, Tadjikistan, Touva, Sibérie occidentale, Xinjiang.
Elle a été introduite en Corée.
Selon Flora of China, elle pousse dans les provinces chinoises du Gansu, Hebei, Heilongjiang, Liaoning, Mongolie-intérieure, Ningxia, Qinghai, Shaanxi, Shandong, Shanxi, Xinjiang formant une large bande continue longeant les frontières nord de la Chine.
Elle se rencontre dans les terres sablonneuses arides à semi-arides, sur les berges sèches des rivières, dans les zones vallonnées de lœss situées entre 150 et 1 400 m, les prairies collinaires, entre 400 et 2 700 m d’altitude.

## Culture, récolte

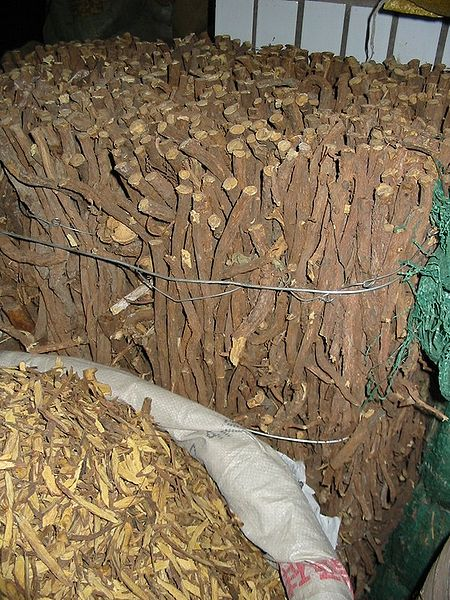
Le Gancao médicinal provient des racines et des rhizomes, i.e. des tiges souterraines longues et puissantes, tranchées en section de 25 à 100 cm de long et de 0,6 à 3,5 cm de diamètre puis débités en lamelles.

La récolte manuelle des plantes sauvages demande un gros travail puisque la plante, modeste en surface, se prolonge sous terre par un puissant rhizome semblable à un tronc de plusieurs centimètres de diamètre (pour les pieds un peu âgés), plongeant à grande profondeur (parfois jusqu’à 2 à 3 m) dans un sol sablonneux. Le récolteur fait un grand trou autour de la plante avec un pelle, et doit éventuellement descendre dans le trou pour finir le travail. Ces rhizomes peuvent s'étendre sur une longueur considérable et parfois assez profondément, rendant leur extraction laborieuse.
Actuellement, les ressources sauvages de réglisse ayant beaucoup diminué en raison de la demande croissante, ne sont plus en mesure de répondre au marché. Si bien que l’approvisionnement actuel en réglisse médicinale dépend principalement de la culture en plein champ, un processus extrêmement long et exigeant en main-d'œuvre. 
La culture de la réglisse de l’Oural demande une température élevée en été, un froid intense en hiver, des précipitations minimes et une lumière abondante pour assurer un développement normal des plants. En Chine, les régions propices à la culture de la réglisse comprennent les zones arides et semi-arides de la Mongolie intérieure, du Xinjiang et du Ningxia. La culture de cette plante a aussi l’avantage de fixer le sable et de prévenir l’avancée de la désertification. 
La culture de la réglisse se fait sur un cycle de trois à quatre ans, selon que la propagation parte de boutures de rhizomes ou de semis de graines. La récolte a lieu de fin septembre à début octobre, lorsque les tiges et les feuilles sont flétries au sol. Les rangées de plantes sont retournées à la charrue sur une profondeur de 35 cm. Les rhizomes récoltés sont alors de taille plus modeste que les rhizomes sauvages : ils sont de moins 30 cm pour les boutures de rhizomes, et de moins de 50 cm pour les semis[réf. souhaitée]. À un tracteur, on associe 6 ouvriers équipés de râteaux pour extraire les racines et rhizomes de la terre. Une fois sortis de terre, ils sont mis à sécher au soleil plusieurs jours puis tranchés en lamelles[réf. souhaitée]. L’écorce externe est brun rougeâtre ou gris brun, et elle est parcourue par des rides longitudinales.
Racines et rhizomes sont utilisés comme matière médicale en médecine chinoise sous le nom de gāncǎo 甘草.

## Analyse chimique

Acide glycyrrhizique.

Les principaux composés chimiques bioactifs se répartissent entre les Saponines triterpéniques, les flavonoïdes, les polysaccharides, les coumarines et polyphénols et les huiles essentielles. 
L’acide glycyrrhizique (ou glycyrrhizine, ou 18β-glycyrrhizine, 18β-GL), le principal principe actif de la réglisse, est un hétéroside dont la partie aglycone (un terpène acide) est relié à un ose acide dimère de l'acide glucuronique. Il représente de 4 à 5 % de la racine sèche. C'est le composant pharmacologiquement actif de la  réglisse qui lui donne son goût sucré typique et ses propriétés curatives. Il a un pouvoir sucrant 30 à 50 fois supérieur à celui du saccharose. Il a aussi des effets significatifs similaires à ceux du cortisol (l’hormone corticosurrénalienne) et peut être utilisé dans des essais cliniques pour des effets anti-inflammatoires, anti-âge, de décompression, de renforcement de l'immunité du corps, d’amélioration de la fonction physiologique et de freinage de la croissance des cellules cancéreuses, montrant ainsi un effet réellement curatif. Outre cet acide glycyrrhizique, des saponines de type oléanane sont également présentes dans les gāncǎo. Plus de 50 auraient été identifiés d’après Shibata.
En second, viennent les flavonoïdes, composés qui donnent la couleur jaune brun à la réglisse. Ils sont très nombreux : des glyaspérines, des glycyrrhiza-isoflavones, etc. Ils sont intéressants pour leur capacité antioxydante, leur pouvoir de blanchiment et de dissipation les taches de rousseur. La liquiritine, le principal composé flavonoïde de la réglisse, aurait des propriétés analgésiques et anticonvulsives. 
La teneur en liquiritine et en acide glycyrrhizique de G. uralensis varie considérablement entre les formes sauvages et cultivées. Il a été établi que les teneurs en flavonoïde aglycone ont des niveaux plus élevés dans la réglisse cultivée alors que c’est la glycyrrhizine qui a été observée avec une teneur plus élevée dans les produits sauvages. Les ressources en réglisse sauvage étant de plus en plus rares, la sélection moléculaire est utilisée pour améliorer la puissance de la réglisse cultivée.
L'arôme de la réglisse n'est pas dû à la glycyrrhizine mais à l'anéthol, un éther aromatique insaturé, présent à côté de la glycyrrhizine. Plusieurs coumarines ont aussi été isolées.

## Utilisations
Les espèces de Glycyrrhiza les plus communément employées en Chine comme agent adoucissant et plante médicinale sont: 
| Espèce de Glycyrrhiza                      | Région                                  |
| ------------------------------------------ | --------------------------------------- |
| G. uralensis Fisher ex DC                  | Chine du Nord, Russie extrême-orientale |
| G. glabra L. var glandulifera Waldst & Kit | Chine, Asie centrale, Russie            |
| G. inflata Batalin                         | Xinjiang                                |
| G. eurycarpa P.C. Li                       | Xinjiang, Russie, Asie centrale         |
| G. aspera Pallas                           | Xinjiang                                |

Glycyrrhiza uralenis est la réglisse la plus communément utilisée en Chine, alors qu’en Europe et au Moyen Orient, c’est Glycyrrhiza glabra.

### Médecine traditionnelle chinoise (MTC)
Le rhizome de la réglisse de l’Oural est utilisé en médecine traditionnelle chinoise sous le nom de 甘草 gāncǎo (morph. « herbe douce »). 
Histoire
En Chine, la réglisse apparait parmi la liste de 250 drogues données dans un document trouvé dans la tombe de Ma-Wang, intitulé « Recettes de 52 maladies » (wu.shi.er bingfang 五十二病方), datant de l’année −186. 
Le gāncǎo est mentionné quelques siècles plus tard, dans le premier ouvrage de matière médicale chinoise le Shennong bencao jing,  « le Classique de la matière médicale du Laboureur Céleste », commencé au début de notre ère et étendu par le naturaliste taoïste Tao Hongjing (452-536). La notice se présente ainsi :

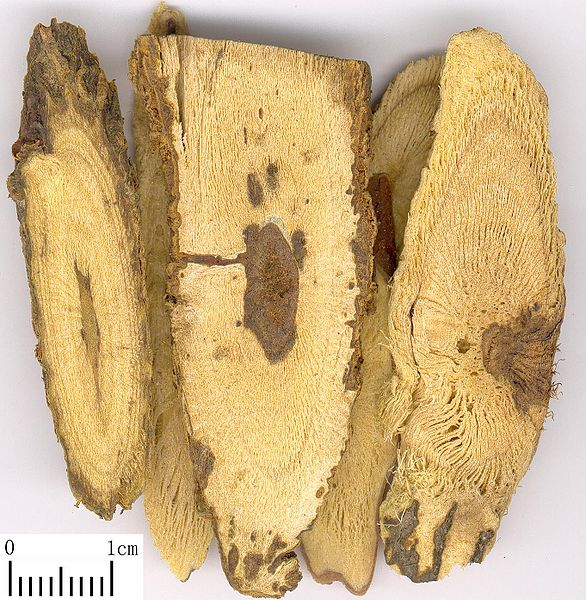
Les rhizomes ligneux, une fois secs et tranchés servent de matière médicale en médecine traditionnelle chinoise sous le nom de gāncǎo 甘草

« Saveur douce, équilibré. Traite le qi néfaste du Chaud et du Froid dans les Cinq organes zang et les Six entrailles fu, renforce les tendons et les os, développe les muscles et multiplie la force, [traite] les plaies incisées et le gonflements des jambes, et résout les toxines [comme antidote]. Consommé longtemps, il allège le corps et allonge la vie. Pousse dans les vallées fluviales » (traduction faite à partir de celle de Sabine Wilms).
Cette terminologie étrange demande quelques explications. Le qi néfaste (邪氣 xiéqì) est une entité extérieure ou intérieure qui menace la santé. Ce « Mal essentialisé » comprend notamment les Six excès à savoir les Six qi, nommés le Vent, le Froid, le Feu, la Canicule, l’Humidité, et la Sécheresse, dans leur capacité pathogène. Les six entités Vent, Froid etc. sont des agents pathogènes. Ainsi, la nature du Froid en tant qu’agent néfaste et ses manifestations cliniques sont similaires à celle du froid dans un environnement naturel : basses températures, ralentissement de l’activité, congélation.
Le gāncǎo est classé dans la catégorie des drogues supérieures qui ne sont pas destinées à soigner les maladies mais à garder le corps en bonne santé, voire à chercher l’immortalité. C’est ce qu’indique la fin de la notice « il allège le corps et allonge la vie » (輕身 qīng shēn, 延年 yán nián). Il allège le corps comme celui d’un Immortel qui « fatigué de ce monde, le quitte, monte vers le ciel [parmi les Immortels], et chevauche les nuages blancs » (Zhuangzi).
Au cours du premier siècle, Zhang Zhongjing 张仲景 a écrit un livre médical fondamental, intitulé Shanghan zabing lun 伤寒杂病论 « Traité des attaques du Froid et de diverses maladies », considéré comme la première grande référence en matière de médecine clinique. Ce livre fut en partie perdu, mais fut recompilé par Wang Suhe (210-285) en deux volumes Shanghan Lun 伤寒论 et Jinguiyaolue 金贵要略. Dans le Shanghan lun,  sur les 113 prescriptions données, 80 % contiennent de la réglisse. Elle était réputée « harmoniser les effets des autres drogues » aussi devint-elle très fréquemment citée dans les prescriptions médicales.
Au cours de la longue et riche histoire des ouvrages de matières médicales chinoise (本草 běncǎo), sans équivalent en Europe, la réglisse gancao a largement conservé les mêmes fonctions et utilisations.
Au XIe siècle, Su Song (苏颂, 1020–1101) est un encyclopédiste polymathe et fonctionnaire de la dynastie Song qui avec une équipe a compilé et édité le Bencao tu jing (本草圖經 « Pharmacopée illustrée »), en 1070. Dans sa notice sur le gancao, comme pour les autres herbes médicinales, il innove en donnant des descriptions botaniques des plantes, les méthodes de récoltes, de séchage, de préparation de la matière médicale. 
Au XVIe siècle, avec le Bencao gangmu, le médecin apothicaire et naturaliste Li Shizhen offre une superbe synthèse des travaux antérieurs, en combinant la pharmacopée et l’histoire naturelle, ce qui n’avait jamais été fait antérieurement.
Li Shizhen indique dans sa notice sur le gancao « pour griller la réglisse, on la trempe d'abord dans de l'eau courante, puis on la grille jusqu'à ce qu'elle soit cuite. Ensuite, on retire la peau rouge ».
Il cite Li Gao 李杲, (également connu sous le nom de Li Dongyuan), un médecin de la dynastie Yuan, qui illustre parfaitement la dialectique de l’affrontement du yin et du yang, du chaud et du froid de la MTC :
« La réglisse a un qi léger mais un goût fort. Elle peut monter ou descendre, représentant le yang dans le yin. Pour ceux qui manquent de yang, elle compense par sa douceur. La douceur chaude peut éliminer la grande chaleur, donc lorsqu'elle est utilisée crue, elle équilibre le qi, renforce la rate et l'estomac tout en réduisant le feu du cœur ; lorsqu'elle est grillée, son qi devient chaud, renforçant le qi primordiale des Trois réchauffeurs (san jiao 三焦) et dispersant le froid extérieur, éliminant les chaleurs pathogènes et soulageant les maux de gorge, adoucissant le qi vital et nourrissant le yin et le sang ».
Cette dialectique puissante, avec une capacité d’explication redoutable, repose sur l’observation minutieuse des réponses des patients aux traitements à base de plantes et d'autres thérapies. Ces observations ont été accumulées, documentées et transmises sur de longues périodes, formant une vaste base de connaissances empiriques. 
Cependant les catégories de base de la MTC (Vent, Chaud, Froid, qi, Yin, Yang) sont intrinsèquement qualitatives et n’ont jamais pu être quantifiées. La liaison entre ces concepts qualitatifs et les symptômes observables est incertaine et n'a jamais été donnée précisément. C’est pourquoi les méthodes expérimentales standards de la science moderne, qui nécessitent des mesures précises, des contrôles rigoureux et des réplications, sont difficiles à appliquer à des concepts qui ne sont pas facilement quantifiables.
Utilisations médicinales et recherche
En médecine chinoise, la plupart des remèdes sont administrés dans une formulation composée plutôt qu’avec une seule matière médicale. Il n’y a pas la distinction principe actif et excipient de la pharmacologie moderne. Tout l’art de l’apothicaire est d’associer des plantes compatibles afin d’améliorer l’efficacité thérapeutique du composé et d’éviter les plantes incompatibles. La réglisse gancao est réputée se trouver dans presque tous les remèdes, selon la formule Shí yào jiǔ cǎo十药九草 « dix remèdes, neuf réglisse » soit 9 sur 10 des remèdes contiennent de la réglisse.
En Chine, de nos jours de nombreuses formules anciennes contenant de la réglisse ont été transformés en médicaments brevetés. Citons par exemple:
- une solution buvable de réglisse, Fùfāng gāncǎo kǒufú róngyè 复方甘草口服溶液, une préparation composée[n 6] utilisée pour traiter les infections des voies respiratoires supérieures, la bronchite, le rhume et la toux.
- Sijunzi keli « Granules des quatre gentilhommes » 四君子颗粒, composés de quatre matières médicales de haute qualité[n 7], est utilisé pour traiter la « vacuité du qi de la rate et de l’estomac » (píwèi qìxū 脾胃气虚), le manque d'appétit et les selles molles. La « vacuité du qi » est associée au mauvais fonctionnement des organes, à un affaiblissement général dû à la maladie et au surmenage, à un déséquilibre alimentaire ou à des dommages au sang yin. Une vacuité (xu 虚) sera traitée par une supplémentation (pu 补)[11]. Parmi la bonne dizaine de plantes médicinales capables de fournir une « supplémentation du qi » se trouve la réglisse gancao.

Yanyan Shen et al. (2024) donnent la liquiritigénine parmi les flavonoïdes naturels principalement présente dans Glycyrrhiza Radix parmi les composés à potentiel thérapeutique dans la maladie d'Alzheimer ciblant la neuroinflammation médiée par la microglie et en décrivent le mécanisme d'action à partir des modèles murins.

### Usages alimentaires
La réglisse et son extrait peuvent être utilisés comme additif alimentaire pour adoucir le goût d’un aliment. Ils peuvent  être ajoutés à la bière, aux boissons, au sucre, à la crème glacée, aux produits carnés imitant les protéines, à la sauce soja et à d'autres aliments. L'ajout de réglisse à la bière pression pour la fermentation peut rendre la bière mousseuse et aromatique pendant longtemps.